# Kick Ass (We Are Young)
"Kick Ass (We Are Young)" é a primeira canção do do cantor e compositor Mika a fazer parte de uma trilha sonora para um filme e foi produzida por RedOne para o filme Kick-Ass.

## Tema
Na estreia europeia de Kick-Ass em Londres Mika disse:
"Eu nunca escrevi uma canção para um filme mas eu já tive músicas em filmes o que é sempre estranho sabe? ... Os produtores de Kick-Ass me chamaram e me fizeram assistir o filme e depois me deram três dias para escrever a música. Então, eu estava com um pouco de medo. ... Eu amei o filme!" 

## Recepção
Digital Spy deu a canção 4/5 dizendo versos da canção, tem todos os ingredientes de Mika, "um punhado de letras peculiares, uma pitada de piano e uma pitada do seu lamento e quando o coro começa ouvimos o efeito RedOne".

## Clipe
O clipe começa mostrando Mika em um corredor escuro e úmido depois de ser assaltado, várias cenas do filme são mostradas ao decorrer do clipe, chegando a simular Mika correndo ao encontro do Héroi, não conseguindo encontra-lo. O clipe estreou em 15 de Março de 2010 no website The Sun.

## Lista de Músicas
- Digital download[3]

1. "Kick Ass (We Are Young)" — 3:14
2. "I See You" — 4:16
3. "Blame It on the Girls" (Live From The iTunes Festival 2009) — 3:27
4. "Kick Ass (We Are Young)" (Music Video)

- CD single[4]

1. "Kick Ass (We Are Young)" (Cutmore Vocal Mix) - 5:58
2. "Kick Ass (We Are Young)" (Cutmore Dub) - 6:01
3. "Kick Ass (We Are Young)" (Cutmore Radio Edit) - 3:24

## Posições nas paradas musicais
| Parada (2010)                               | Melhor Posição |
| ------------------------------------------- | -------------- |
| Áustria (Ö3 Austria Top 75)                 | 54             |
| Bélgica (Ultratop 50 de Flandres)           | 8              |
| Bélgica (Ultratop 50 da Valônia)            | 5              |
| Czech Republic (Rádio Top 100 Oficiální)    | 72             |
| Irlanda (IRMA)                              | 7              |
| Itália (FIMI)                               | 5              |
| Suíça (Schweizer Hitparade)                 | 56             |
| Reino Unido (UK Singles Chart)              | 84             |
| Estados Unidos (Billboard Dance Club Songs) | 13             |